# 新筑街道
新筑街道，是中华人民共和国陕西省西安市灞桥区下辖的一个乡镇级行政单位。

## 行政区划
新筑街道下辖以下地区：
西航社区、半坡村、北舍村、仓门村、东王村、高寨村、贺韶村、解放村、骏马村、兰家村、陆东村、陆西村、南陈村、南吴村、潘罗村、三合村、三里村、上双寨村、围墙村、西王村、西庄村、下双寨村、新寇村、新农村、新寺村、杏园村、杨贺村、杨庄村、于家村和骞村。